# 774 v.Chr.
Het jaar 774 v.Chr. is een jaartal volgens de christelijke jaartelling.

## Overleden
- Pygmalion van Tyros, koning van Tyrus